# 灰刻齿雀鲷
灰刻齿雀鲷（学名：Chrysiptera glauca）为雀鲷科刻齿雀鲷属的鱼类。分布于印度西太平洋區，從東非至萊恩群島、皮特凱恩群島、北起日本、南至澳洲海域，多生活于潮池中或岸边浅石堆之0-3公尺之水域，本魚體呈卵圓形且側扁，成魚體色為藍灰色，頭部深褐色，背鰭硬棘13枚、 背鰭軟條12-13枚、臀鰭硬棘2枚、臀鰭軟條11-13枚，體長可達11.5公分。该物种的模式产地在关岛。棲息在潮間帶的礁石平台或碎石區，成小群活動，以藻類為食，生活習性不明。

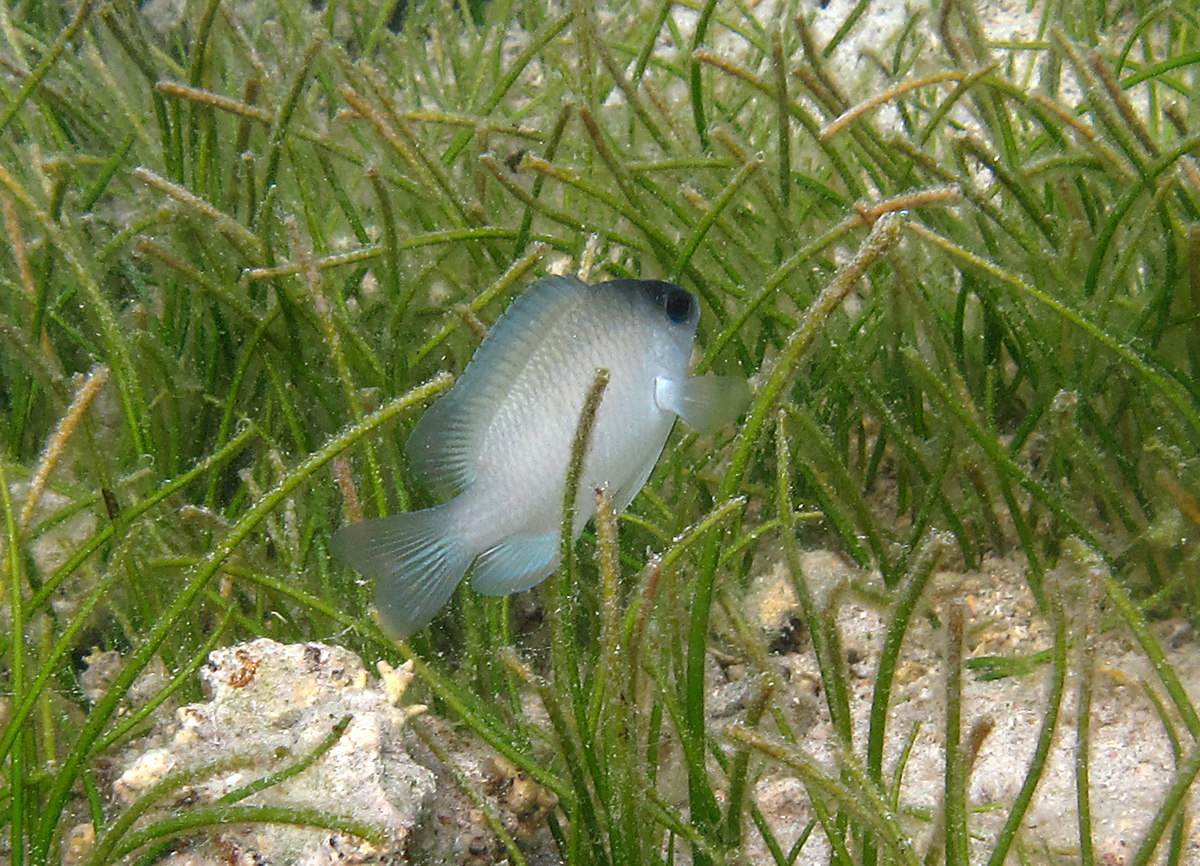